# Arthur Rambo
Arthur Rambo és una pel·lícula dramàtica francesa dirigida per Laurent Cantet. Es va estrenar al Festival Internacional de Cinema de Toronto de 2021, dins del programa Platform Prize. El mateix any, va optar a la Conquilla d'Or del 69è Festival Internacional de Cinema de Sant Sebastià. S'ha doblat i subtitulat al català.

## Argument
El film, basat en fets reals, és protagonitzat per Rabah Nait Oufella com a Karim D, un novel·lista novell que es veu embolicat en una controvèrsia quan es descobreix la seva activitat anterior com a trol publicant missatges d'odi a Twitter.